# Arnfinn
Arnfinn  è un nome proprio di persona norvegese maschile.

## Varianti
- Maschili: Anfinn[2]

## Origine e diffusione
Deriva dal nome norreno Arnfinnr, composto da ǫrn ("aquila", da cui anche Arne, Arnbjørg e Arnór e Arvid) e finnr ("finnico", "lappone", presente anche in Finn, Dagfinn e Thorfinn).

## Onomastico
Il nome è adespota, non essendo portato da alcun santo, quindi l'onomastico ricade il 1º novembre, giorno di Ognissanti.

## Persone

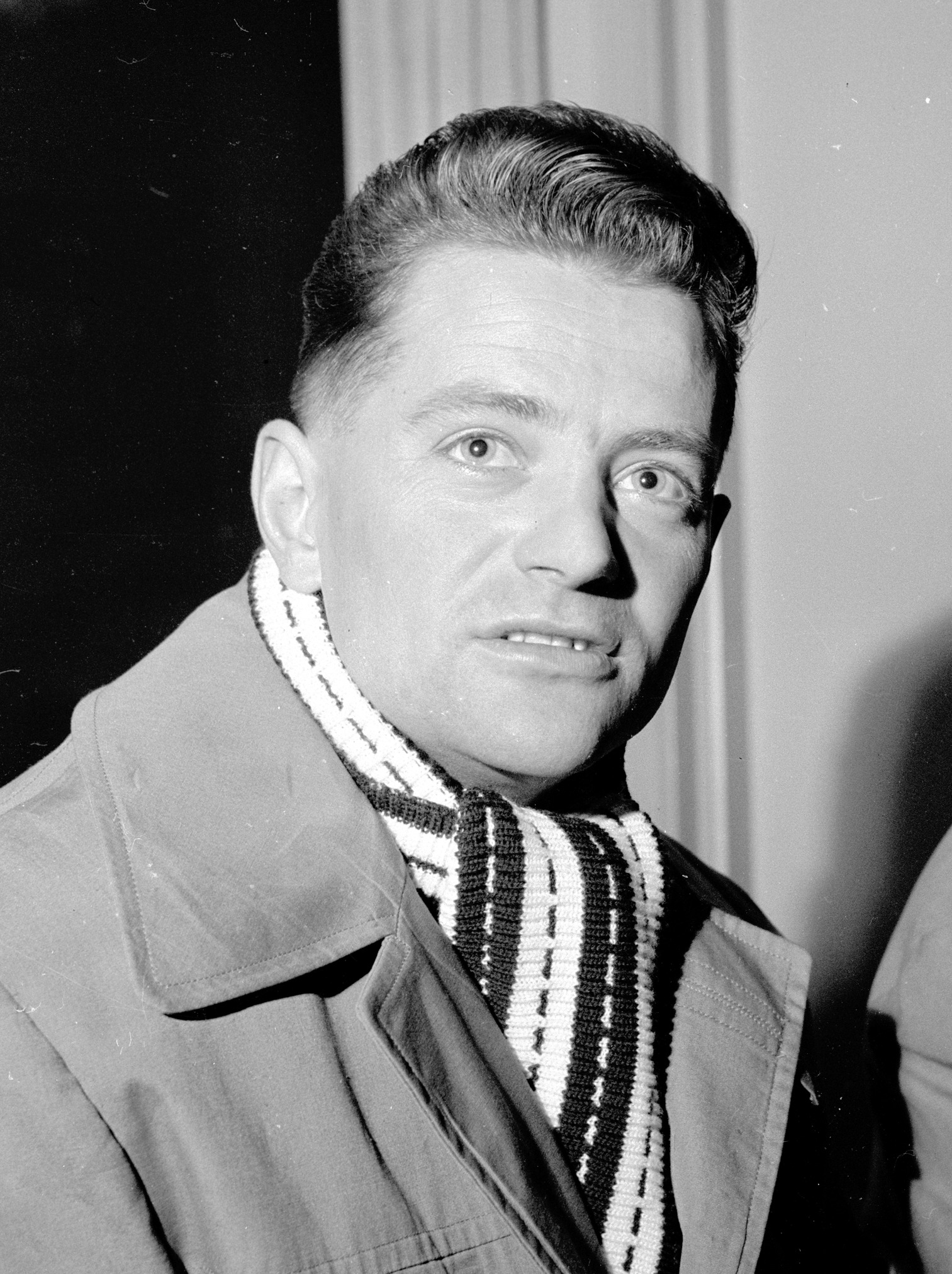
Arnfinn Bergmann

- Arnfinn Bergmann, saltatore con gli sci norvegese
- Arnfinn Engerbakk, calciatore e allenatore di calcio norvegese
- Arnfinn Espeseth, calciatore norvegese
- Arnfinn Nesset, infermiere e serial killer norvegese
- Arnfinn Thorfinnsson, jarl delle Orcadi